# Pana Pana
Pana Pana è un distretto dipartimentale della Colombia, capoluogo del dipartimento di Guainía.